# Gonzague de Rey
Gonzague de Rey, né Louis-Gonzague de Rey le 16 juillet 1837 à Forcalquier (Alpes-de-Haute-Provence) et mort le 1er juin 1926 dans la même ville, est un poète provençal et historien français.

## Biographie
Ami de Frédéric Mistral, Gonzague de Rey signait ses poésies provençales du nom de Gonzague du Caire.

## Publications
- Les invasions des Sarrasins en Provence pendant le VIIIe, le IXe et le Xe siècle, Éditeur : Marseille, typographie Marius Olive, 1878[3].
- Les saints de l'église de Marseille, Société anonyme de l'imprimerie marseillaise (directeur : Marius Olive), 1885[4].
- Li Cantico e li Nouve [PDF], Forcalquier : Imprimerie A. Reynaud, Avenue de la Gare, 1924.